# That Christmas
That Christmas (Brasil: Aquele Natal / Portugal: Naquele Natal) é um filme britânico-americano de animação natalina de 2024 do gênero comédia de fantasia, produzido pela Locksmith Animation, animado pela DNEG Animation e distribuído pela Netflix. Dirigido por Simon Otto em sua estreia como diretor, o longa tem roteiro de Richard Curtis e Peter Souter. A trama acompanha histórias entrelaçadas baseadas nos contos de That Christmas and Other Stories, de Curtis e da ilustradora Rebecca Cobb. O elenco de vozes inclui Brian Cox, Fiona Shaw, Jodie Whittaker e Bill Nighy.
That Christmas estreou no Festival de Cinema de Londres em 19 de outubro de 2024 e foi lançado em 4 de dezembro de 2024, recebendo críticas mistas.

## Premissa
Em uma cidade litorânea, uma tempestade de neve histórica ameaça arruinar o Natal. Com os adultos presos, um grupo de crianças assume as rédeas da celebração, enfrentando desafios para manter vivo o espírito natalino. Porém, entre confusões e momentos de união, elas descobrem o verdadeiro significado do Natal.

## Elenco de voz
- Brian Cox como Papai Noel
- Fiona Shaw como Sra. Trapper
- Jodie Whittaker como Sra. Williams
- Lolly Adefope como Sra. McNutt/Amendóla
- Alex Macqueen como Sr. Forrest
- Katherine Parkinson como Sra. Forrest
- Sindhu Vee como Sra. Mulji
- Rosie Cavaliero como Sra. Beccles
- Paul Kaye como Fazendeiro Yirrell/Ygor
- Guz Khan como Dasher
- Andy Nyman como Sr. Beccles
- Bill Nighy como Sr. Bill do Farol
- Rhys Darby como Sr. McNutt/Amendóla
- Deborah Findlay como Sra. Horton
- Jordan North e Dermot O'Leary como Sr. Hack e Sr. Chop (participações especiais)[7]

## Produção

### Desenvolvimento
Em novembro de 2019, foi anunciado que a Locksmith Animation estava desenvolvendo The Empty Stocking, um filme de animação baseado na trilogia de livros infantis That Christmas and Other Stories, escrita por Richard Curtis e ilustrada por Rebecca Cobb. Em 14 de junho de 2021, a Locksmith anunciou que Simon Otto seria o diretor do filme, em sua estreia na direção, e que o título havia sido alterado para That Christmas. Em maio de 2022, a Locksmith confirmou que a produção digital do filme seria feita pela DNEG Animation, após a colaboração da empresa na primeira animação da Locksmith, Ron's Gone Wrong (2021). Também em maio de 2022, Nicole P. Hearon e Adam Tandy foram anunciados como produtores, com Curtis, Cobb, Bonnie Arnold, Lara Breay, Javier Hernáez, Mary Coleman, Natalie Fischer, Colin Hopkins, Julie Lockhart, Elisabeth Murdoch e Sarah Smith como produtores executivos. Em novembro de 2023, foi anunciado que John Powell ficaria responsável pela partitura do filme. Em 20 de março de 2024, foi revelado que Brian Cox, Fiona Shaw, Jodie Whittaker e Bill Nighy seriam os protagonistas. A produção foi descrita pela Locksmith como "Love Actually para crianças". Em agosto de 2024, foi anunciado que o cantor e compositor britânico Ed Sheeran escreveria e contribuiria com a música "Under the Tree" para o filme. Em junho de 2022, no Festival de Cinema de Animação de Annecy, foi revelado que That Christmas seria distribuído pela Netflix, sendo mostrada uma arte conceitual do filme.

## Trilha sonora
A trilha sonora de That Christmas possui a partitura original de John Powell, com músicas adicionais de Batu Sener, Anthony Willis, Ed Sheeran, Johnny McDaid e Markus Siegel. A mixagem foi feita no 5 Cat Studios, em Los Angeles, Califórnia, enquanto as gravações aconteceram no Abbey Road Studios, em Londres, Inglaterra. O álbum foi lançado digitalmente pela Netflix Music em 4 de dezembro de 2024. A música "Under the Tree", de Ed Sheeran e Johnny McDaid, que toca no filme, mas não está na trilha sonora oficial, foi lançada separadamente como single digital no Reino Unido, em 26 de novembro de 2024, pelo selo Gingerbread Man Records.
That Christmas também inclui outras músicas que não estão no álbum, como "Boom Shack-A-Lak" de Apache Indian, "Underneath the Tree" de Kelly Clarkson, "Snowflakes" de Emmy the Great e Tim Wheeler, e "Christmas Lights" do Coldplay. O filme ainda traz versões de "Wannabe" das Spice Girls, "Happy Birthday" de Stevie Wonder, "Levitating" de Dua Lipa, "Papa Don't Preach" de Madonna, "Santa Claus Is Comin' to Town" de J. Fred Coots e Haven Gillespie, "Noite Feliz" de Franz Xaver Gruber e "Nessun dorma" de Giacomo Puccini. A trilha sonora também quase contou com "Thin Ice", uma música instrumental de 2014 do compositor neozelandês Rhian Sheehan, que acabou sendo deixada de fora do filme.

### Lista de faixas
Todas as faixas escritas e compostas por John Powell. 
| N.º            | Título                   | Duração |  |
| 1.             | "Meet Our Heroes"        | 4:51    |  |
| 2.             | "Wellington-By-The-Sea"  | 1:54    |  |
| 3.             | "Sticky Notes"           | 0:59    |  |
| 4.             | "Snow Arrives"           | 3:24    |  |
| 5.             | "Doggy Prank"            | 1:01    |  |
| 6.             | "Snow People"            | 1:47    |  |
| 7.             | "Building the Igloo"     | 1:42    |  |
| 8.             | "Parents Leaving"        | 1:10    |  |
| 9.             | "Turkey Heist"           | 2:24    |  |
| 10.            | "Shop Romance"           | 2:06    |  |
| 11.            | "Parents in Trouble"     | 2:10    |  |
| 12.            | "Santa Arrives"          | 3:12    |  |
| 13.            | "This Rarely Happens"    | 2:28    |  |
| 14.            | "The Twin's Christmas"   | 1:14    |  |
| 15.            | "Officially Nice"        | 2:19    |  |
| 16.            | "Bernie's Our Christmas" | 2:51    |  |
| 17.            | "Danny Left Alone"       | 1:03    |  |
| 18.            | "Visiting Trapper"       | 2:44    |  |
| 19.            | "Calling Miss for Help"  | 3:56    |  |
| 20.            | "Hide and Seek"          | 3:14    |  |
| 21.            | "Searching and Finding"  | 9:30    |  |
| 22.            | "Boxing Day"             | 1:59    |  |
| Duração total: | Duração total:           | 57:58   |  |

## Lançamento
Em junho de 2022, foi anunciado que a Netflix ficaria responsável pela distribuição global do filme sob o selo Netflix Animation, após um acordo inicial com a Warner Bros. Pictures e a Warner Animation Group em outubro de 2019. That Christmas teve sua estreia no 68º Festival de Cinema de Londres em 19 de outubro de 2024 e foi lançado na Netflix em 4 de dezembro de 2024.

## Recepção

### Resposta da crítica
No site agregador de críticas Rotten Tomatoes, That Christmas possui 67% de aprovação com base em 43 avaliações, com uma classificação média de 5,9/10. O consenso crítico do site diz: "Mais para um agradinho de Natal do que um presente de verdade do Noel, That Christmas é uma adição até que simpática ao catálogo de filmes natalinos." O Metacritic, que possui uma média ponderada, deu ao filme uma nota 60 de 100, baseada em 13 críticas, indicando avaliações "mistas ou médias".
Tim Cogshell, do FilmWeek, escreveu: "Não sou muito fã de animação com cara de boneco, mas há duas ideias no filme que me agradam: primeiro, que nem todo mundo gosta do Natal, e segundo, que ser 'travesso' é algo subjetivo." Helen O'Hara, da Empire, deu três de cinco estrelas, comentando: "A história é individualmente encantadora, mas a animação genérica e o design sem graça dos personagens acabam tirando parte do charme." Jacob Oller, do The A.V. Club, deu uma nota "D" ao filme, chamando-o de "muito meloso e raso" e que "That Christmas oferece muito pouco e ainda por cima não tem a mínima noção do que está fazendo." Peter Bradshaw, do The Guardian, deu duas de cinco estrelas e afirmou: "No geral, é suportável e pode até manter as crianças quietas no Natal... mas dava para caprichar mais nas piadas."

Ed Potton, do The Times, deu duas de cinco estrelas e disse: "That Christmas é como uma versão sem graça de Motherland, ou uma Pixar sem vida, totalmente chato e sem personalidade." Robbie Collin, do The Daily Telegraph, deu três de cinco estrelas, escrevendo: "Felizmente, as partes sentimentais e/ou forçadas do roteiro são compensadas pela própria animação, que tem um charme acolhedor, com uma sensibilidade bem britânica – da arquitetura à paisagem e até as paletas de cores, tudo está prazerosamente no ponto certo." Wendy Ide, do Screen International, escreveu: "O filme tem uma aparência incrível... E, embora a história em si não traga grandes surpresas, é cheio de coração e generoso com seus finais felizes." Peter Debruge, da Variety, escreveu: "Adaptado de uma trilogia de livros ilustrados do roteirista de Love Actually, Richard Curtis, este filme familiar traz várias crianças se perguntando sobre seu próprio valor — e não apenas quando o assunto é estar na lista de bons ou maus." Lovia Gyarkye, do The Hollywood Reporter, analisou: "Apesar de suas preocupações narrativas, That Christmas raramente deixa de dar a devida atenção a qualquer grupo de personagens ou seus arcos." Kate Erbland, do IndieWire, deu ao filme uma nota "B+", escrevendo: "Os velhos clichês natalinos estão todos aqui, junto com trocadilhos bobos de fim de ano: mas no fim das contas, é um presente que vale a pena abrir e compartilhar com quem você mais ama." William Bibbiani, do TheWrap, disse que That Christmas é: "um filme comum que poderia ter sido algo especial se fosse contado como três curtas-metragens", e completou: "Em vez disso, temos: uma animação de Natal vagamente assistível que só diverte em algumas partes."